# Patriarcado de Antioquía de los maronitas

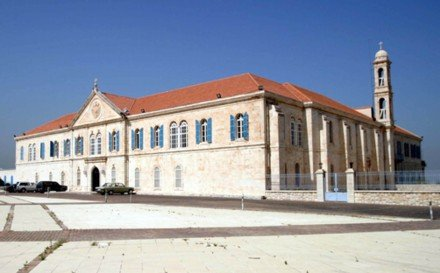
Sede invernal del patriarcado maronita en Bkerké, Líbano.

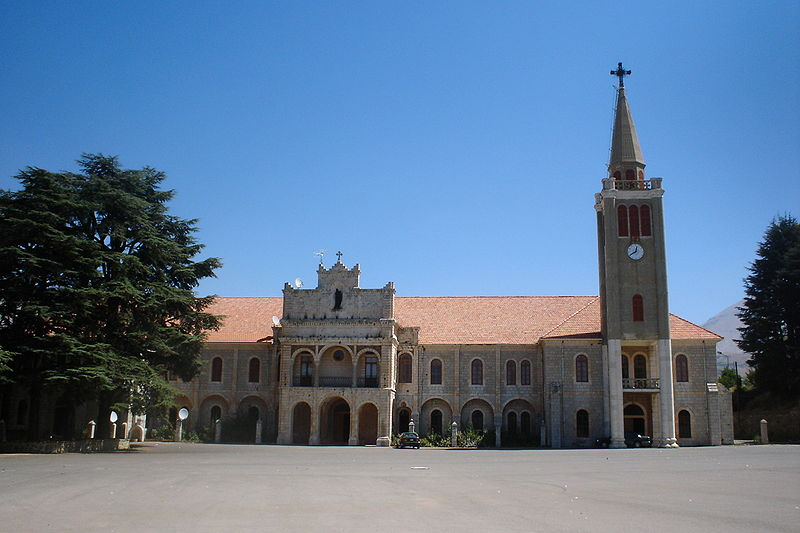
Sede estival del patriarcado maronita en Dimane, Líbano.

El patriarcado de Antioquía de los maronitas o patriarcado siríaco maronita de Antioquía (en latín: Patriarchatus Antiochenus Maronitarum; en árabe: بطريركيّة الانطاكيّة السريانيّة المارونيّة‎, romanizado: btryrkyt alantakyt alsryanyt almarwny) es la sede patriarcal de la Iglesia católica maronita, una Iglesia sui iuris oriental integrante de la Iglesia católica, que sigue la tradición litúrgica antioquena (o siria occidental) usando como lengua litúrgica el siríaco occidental y el árabe libanés como lengua auxiliar. Es presidido por el patriarca de Antioquía y todo el Oriente de los maronitas, cuya eparquía propia es la eparquía de Jebbeh, Sarba y Joünié. Desde el 25 de marzo de 2011 el patriarca es Bechara Pedro Rai.

## Territorio
El territorio propio del patriarcado de Antioquía de los maronitas comprende los territorios de Líbano, Siria, la isla de Chipre, Egipto, Jordania, Israel, los Territorios Palestinos, Sudán y Sudán del Sur. La Iglesia maronita no tiene provincias eclesiásticas dentro del territorio propio del patriarcado, por lo que las archieparquías y eparquías están inmediatamente sujetas al patriarca. La Iglesia católica maronita tiene además eparquías y exarcados apostólicos que no están bajo la jurisdicción del patriarca, junto con parroquias y comunidades dispersas en diversos países bajo la jurisdicción de obispos locales de rito latino. El patriarca maronita es miembro del Concilio de Patriarcas Católicos de Oriente.

## Patriarcas

### Patriarcas orientales católicos
En una Iglesia católica oriental un patriarca es un obispo que preside una Iglesia patriarcal autónoma sui iuris como padre y cabeza. El Concilio de Nicea en el año 325 reconoció a algunas sedes del Oriente preeminencia metropolitana sobre los obispados cercanos. A las Iglesias de Alejandría y de Antioquía el concilio les reconoció preeminencia sobre todos los metropolitanos de Egipto, Libia y Pentápolis (para Alejandría) y de la diócesis de Oriente (para Antioquía). Estableció además una precedencia de honor entre ambas sedes, teniendo el primer lugar en el Oriente la sede de Alejandría hasta que en 381 el Concilio de Constantinopla I creó el patriarcado de Constantinopla. En los siglos siguientes estos obispos fueron reconocidos con el nombre de patriarcas. Los patriarcados orientales se separaron de la comunión con la Sede de Roma o quedaron impedidos de comunicación con ella conformando Iglesias autocéfalas, en las cuales diversos procesos históricos derivaron en la conformación de las Iglesias orientales católicas. 
De acuerdo Código de los cánones de las Iglesias orientales un patriarca es un obispo que goza de poder sobre todos los obispos, incluyendo metropolitanos y otros fieles de la Iglesia que él preside, de acuerdo a las normas y leyes aprobadas por la suprema autoridad de la Iglesia (el papa). La erección, restauración, modificación y supresión de Iglesias patriarcales está reservada al papa, quien se reserva el derecho de reconocer o conceder el título de patriarca y de dar el asentimiento al traslado de la sede patriarcal. Los patriarcas presiden el rito de su Iglesia particular en cualquier parte del mundo, pero su autoridad sobre el clero está limita al territorio propio de su Iglesia patriarcal.
Los patriarcas son canónicamente elegidos por el sínodo de obispos de una Iglesia patriarcal y deben requerir la comunión eclesial del papa, sin la cual no pueden convocar al sínodo ni ordenar obispos.

### Patriarcado de Antioquía
Se atribuye a los apóstoles Pablo de Tarso y Simón Pedro la fundación de la Iglesia de Antioquía en el período apostólico a mediados del siglo I, de la cual se cree que Pedro fue su primer obispo en el año 36. El Concilio de Nicea I en 325 estableció el sistema de metropolitanatos o provincias eclesiásticas y reconoció la primacía de honor a las sedes de Roma, Alejandría y Antioquía, quedando establecido el metropolitanato de Antioquía en la provincia romana de Siria. En 361 a raíz de las controversias arrianas se produjo el cisma meletiano que dividió la Iglesia antioquena en 4 partidos hasta 417. El Concilio de Constantinopla I en 381 otorgó poderes de inspección sobre varios metropolitanatos al metropolitano de Antioquía, que pasó a tener primacía sobre las Iglesias de la diócesis de Oriente (provincias romanas de: Isauria, Cilicia, Chipre, Eufratensis, Mesopotamia, Osroena, Siria, Fenicia, Palestina I, Palestina II y Arabia Pétrea). En 416 el papa Inocencio I otorgó a la Iglesia de Chipre autonomía respecto al patriarcado de Antioquía, que el Concilio de Éfeso en 431 transformó en independencia. En 424 la Iglesia asiria del Oriente en el Imperio sasánida se desvinculó de Antioquía.
Durante el Concilio de Calcedonia en 451 se oficializó el título de patriarca de Antioquía y fue creado el patriarcado de Jerusalén separando de Antioquía las provincias romanas de Palestina y Arabia Pétrea. La sociedad cristiana del Oriente Medio se vio profundamente dividida y los que aceptaron el concilio, eran principalmente grecohablantes de las ciudades y fueron llamados melquitas (imperiales en siríaco) por los anticalcedonianos. Estos últimos eran predominantemente de habla siríaca, copta y armenia y dieron origen a las Iglesias monofisitas. En Antioquía se sucedieron patriarcas calcedonianos y anticalcedonianos hasta que se formalizó el cisma en 544 que dio origen a la Iglesia ortodoxa siria. En 467 la Iglesia de Iberia en Georgia pasó a ser autónoma dentro del patriarcado de Antioquía, independizándose en 1012.
Entre 635 y 637 se produjo la conquista árabe-musulmana del Líbano por el califato omeya, por lo que los maronitas de las áreas costeras y valles se refugiaron en las montañas, a dónde no llegó la invasión musulmana. Allí resistieron y fueron conocidos como maraditas (rebeldes) por los árabes. En 636 los árabes expulsaron a los bizantinos de Siria e introdujeron el islam y la lengua árabe. El patriarcado calcedoniano de Antioquía estaba vacante desde 628 y en 637 el califato ortodoxo conquistó la ciudad, por lo que desde 639 Constantinopla comenzó a nombrar una serie de patriarcas titulares residentes en la capital bizantina. Los maronitas de las montañas del Líbano perdieron todo contacto con esos patriarcas designados por voluntad imperial.

### Patriarcado de Antioquía de los maronitas
En 649 el papa Martín I convocó a un Concilio de Letrán que condenó la herejía monotelita del emperador bizantino Constante II y excomulgó al patriarca de Constantinopla. Martín I designó a Juan, obispo de Filadelfia en Arabia (actual Amán), como su vicario en Oriente con plena potestad, quien en 676 consagró a Juan Marón como obispo de Batroun (Botrys) en el Líbano. Juan -que adoptó el apellido Marón- había estudiado en Constantinopla y fue monje del monasterio de San Marón en Barad, Siria. Juan Marón fue el primer maronita que recibió la dignidad episcopal y fue un activo luchador contra el monotelismo, que había sido adoptado por lo monjes de Beth-Marón. En 677 los maraditas liberaron el Líbano de los califas musulmanes, llegando a recibir tributo del califato omeya por 40 años.
Comenzó un período de autonomía con los monasterios elevados a sedes episcopales. Cuando las autoridades musulmanas permitieron el establecimiento de un patriarca calcedoniano en Antioquía, fue elegido Teófanes Bar Qanbara en 681 y el califa Murwan II ordenó a los calcedonianos reconocerlo. El patriarca persiguió a los monjes maronitas y en 685 se produjo un cisma, en presencia de un legado papal Juan Marón fue elegido patriarca de Antioquía y todo el Oriente, siendo el primer maronita que alcanzó esa posición. Si bien esta instalación de un patriarca fue vista como una usurpación por parte de la jerarquía dependiente de Bizancio, Juan recibió la aprobación del papa Sergio I y viajó a Roma a recibir la confirmación como patriarca y el palio.
El emperador de Oriente Justiniano II, acostumbrado a tener bajo su control los asuntos de la Iglesia a través de los patriarcas, a quienes designaba, no toleró la independencia maronita y mandó a su ejército a atacarlos en 694 cuando luchaba contra los musulmanes, expulsándolos de Armenia y de Siria. En un intento fallido de capturar al patriarca, su ejército destruyó el monasterio de Beth-Marón y ejecutó a 500 monjes, dirigiéndose luego hacia Trípoli. El patriarca se puso al frente de los maraditas y el ejército bizantino chocó con ellos en Amiún y en Semar-Jbeil cerca de Batroun. El ejército maradita triunfó, por lo que el patriarcado maronita se consolidó en el Líbano. Juan Marón instaló la sede patriarcal en las montañas, en Kfarhay (Kefar-Hay), en donde construyó un nuevo monasterio en el que depositó la reliquia más valiosa para los maronitas: el cráneo de san Marón. De eso deriva el nombre del monasterio: Ras Marón (cráneo de Marón). El patriarca Juan Marón murió en 707, siendo sucedido por Cyrrus, continuando la serie de patriarcas maronitas católicos. 
En 759 el califato abásida derrotó al ejército maradita en Baalbeck y los reprimió severamente. En 938 el monasterio de Ras Marón fue destruido por los árabes y el patriarca Juan II se vio obligado a refugiarse en las montañas del Líbano y se estableció en la zona de Aakoura, cerca de Biblos (o Jibail). En esta región la sede patriarcal permaneció hasta 1440, asentada sucesivamente en Yanuh (cerca de Mayfuq), Lehfed, Habil, Yanuh nuevamente, Kfifan, Kfarhay, Kafre, otra vez Yanuh, Hardine, y finalmente regresó a Mayfuq y tras 14 traslados se estableció en Qannoubin en 1440. A partir de 1017 sufrieron la persecución de los druzos.

### Patriarcas de Antioquía de los maronitas
El patriarca de Antioquía de los maronitas (Patriarcha Antiochenus Maronitarum) lleva el título de patriarca de Antioquía y todo el Oriente. Una vez elegido cada patriarca maronita toma el nombre de "Pedro" (بطرس -Boutros- en árabe), en homenaje a Simón Pedro, quien fue el primer obispo de Antioquía.
Una lista de patriarcas de Antioquía de los maronitas fue publicada por Giuseppe Simone Assemani, y Simon Awad, que siguieron la Serie Patriarcas Maronitas escrita por el patriarca Esteban El Douaihy en el siglo XVII, pero que está incompleta en los primeros siglos. Además de la lista de Assemani, otra lista más detallada fue escrita en Bejjeh en 1766 por Georges Saad.
Lista de Assemani completada con la lista de Bejjeh:

### Patriarcas durante el período maradita, 686–1099
| Orden | Nombre del patriarca         | Nombre del patriarca  | Notas |
| Orden | Español                      | Árabe                 | Notas |
| ----- | ---------------------------- | --------------------- | --- |
| 1     | Juan Marón (Youhanna Maroun) | مار يوحنا مارون الأول | 63° después de Simón Pedro. Primer patriarca maronita (n. 628, consagrado 685/686, f. 707) |
| 2     | Kyros                        | قوروش                 | Hijo de una hermana de Juan Marón |
| 3     | Gabriel                      | جبرائيل الأول         | Último patriarca residente en el monasterio de Kfarhi |
| 4     | Youhanna Maroun II           | يوحنا مارون الثاني    | También conocido como Juan Marón II. En este punto el patriarcado se movió a Yanou', Jbeil (Biblos) |
| 5     | Youhanna I                   | يوحنا الأول           | Originario de Jbeil (Biblos), también conocido como Juan I (o Juan III considerando a Juan Marón I y a Juan Marón II)                                                                                     |
| 6     | Gregorio I                   | غريغوريوس الأول       | - |
| 7     | Esteban I                    | اسطفانوس الأول        | - |
| 8     | Marcos                       | مرقس                  | - |
| 9     | Eusebio (Hoaushab)           | أوسابيوس              | También conocido como Hoaushab (حوشب) |
| 10    | Youhanna II                  | يوحنا الثاني          | También conocido como Juan II de Hama (o Juan IV considerando a Youhanna Maron, Youhanna Maron II y Youhanna I). Durante su reinado, el Concilio de Constantinopla de 869–870 fue convenido en el año 869 |
| 11    | Yeshu I                      | يشوع الأول            | |
| 12    | Daoud I                      | داوود الأول           | - |
| 13    | Gregorio II                  | غريغوريوس الثاني      | - |
| 14    | Teofilacto                   | ثاوفيلكتوس            | También conocido como Habib o Juan V Habib |
| 15    | Yeshu II                     | يشوع الثاني           | Yeshu II de Damasco |
| 16    | Domicio                      | ضوميطيوس              | Domicio de Beirut |
| 17    | Ishaq                        | اسحق                  | - |
| 18    | Youhanna III                 | يوحنا الثالث          | También conocido como Juan III (Juan VI) |
| 19    | Sham'un I                    | شمعون الأول           | También conocido como Semaan (سمعان) |
| 20    | Urmia I                      | إرميا الأول           | También conocido como Jeremías I |
| 21    | Youhanna IV                  | يوحنا الرابع          | También conocido como Juan IV (Juan VII) |
| 22    | Sham'un II                   | شمعون الثاني          | - |
| 23    | Sham'un III                  | شمعون الثالث          | - |

### Patriarcas durante las Cruzadas 1099–1305[10]
| Orden | Nambre del patriarca | Nambre del patriarca  | Lugar de nacimiento | Período   | Posición | Notas                                                                             |
| Orden | Español              | Árabe                 | Lugar de nacimiento | Período   | Posición | Notas                                                                             |
| ----- | -------------------- | --------------------- | ------------------- | --------- | -------- | --------------------------------------------------------------------------------- |
| 24    | Youssif al Jirjissi  | يوسف الجرجسي          | -                   | 1100–1120 | -        | Primer contacto con los cruzados                                                  |
| 25    | Butros I             | بطرس الأول            | -                   | 1120–1130 | -        | Patriarcado movido a Mayfuq, Jbeil                                                |
| 26    | Gregorio I           | غريغوريوس الأول       | Halat, Jbeil        | 1130–1141 | -        | -                                                                                 |
| 27    | Ya'qub I             | يعقوب الأول           | Ramat, Batroun      | 1141–1151 | -        | -                                                                                 |
| 28    | Youhanna V           | يوحنا الخامس          | Lehfed, Jbeil       | 1151–1154 | -        | También conocido como Juan V (Juan VIII)                                          |
| 29    | Butros II            | بطرس الثاني           | -                   | 1154–1173 | -        | -                                                                                 |
| 30    | Butros III           | بطرس الثالث           | -                   | 1173–1189 | -        | -                                                                                 |
| 31    | Butros IV            | بطرس الرابع           | -                   | 1189–1199 | -        | -                                                                                 |
| 32    | Urmia II Amchiti     | إرميا الثاني العمشيتي | Amchit, Jbeil       | 1199–1230 | -        | También conocido como Jeremías II. Tomó parte en el IV Concilio de Letrán en Roma |
| 33    | Daniel               | دانيال الأول          | Shamat, Jbeil       | 1230–1239 | -        | -                                                                                 |
| 34    | Youhanna VI          | يوحنا السادس          | Jaj, Jbeil          | 1239–1245 | -        | También conocido como Juan VI (Juan IX)                                           |
| 35    | Sham'un IV           | سمعان الرابع          | Bilaouza Jibbet     | 1245–1277 | -        | -                                                                                 |
| 36    | Ya'qub II            | يعقوب الثاني          | -                   | 1277–1278 | -        | También conocido como Jacob II                                                    |
| 37    | Daniel II            | دانيال الثاني         | Hadchit, Bsharri    | 1278–1282 | -        | -                                                                                 |
| 38    | Luqa I               | لوقا الأول            | Benahran, Koura     | 1282-???? | -        | Cisma y dos patriarcas rivales                                                    |
| 39    | Urmia III            | إرميا الثالث          | Demalsa, Jbeil      | 1283–1297 | -        | También conocido como Jeremías III                                                |

### Patriarcas durante el gobierno mameluco, 1305–1516
| Orden | Nambre del patriarca  | Nambre del patriarca | Lugar de nacimiento       | Período   | Posición                           | Notas                                                                                |
| Orden | Español               | Árabe                | Lugar de nacimiento       | Período   | Posición                           | Notas                                                                                |
| ----- | --------------------- | -------------------- | ------------------------- | --------- | ---------------------------------- | ------------------------------------------------------------------------------------ |
| 40    | Sham'un V             | شمعون الخامس         | -                         | 1297–1339 | Obispo de Chipre                   | -                                                                                    |
| 41    | Youhanna VII          | يوحنا السابع         | Aqura, Jbeil              | 1339–1357 | -                                  | También conocido como Juan VII                                                       |
| 42    | Gabriel II            | جبرائيل الثاني       | Hjula, Jbeil              | 1357–1367 | -                                  | Quemado vivo en la hoguera a manos de los mamelucos                                  |
| 43    | Daoud II              | داوود الثاني         | -                         | 1367–1404 | -                                  | -                                                                                    |
| 44    | Youhanna VIII el-Jaji | يوحنا الثامن الجاجي  | Jaj, Jbeil                | 1404–1445 | Emisario patriarcal (نائب بطريركي) | También conocido como Juan VIII. En ese momento el patriarcado se movió a Kannoubine |
| 45    | Ya'qub III el-Hadathi | يعقوب الثالث الحدثي  | Hadath El-Jebbe, Besharri | 1445–1468 | Obispo de Mar. Yohanna, Besharri   | También conocido como Jacobo de Hadath                                               |
| 46    | Youssef II el-Hadathi | يوسف الثاني الحدثي   | Hadath El-Jebbe, Besharri | 1468–1492 | Emisario patriarcal (نائب بطريركي) | Conocido como José de Hadath e Ibn Hassan                                            |

### Patriarcas durante los otomanos, 1516–1918
| Orden | Nambre del patriarca          | Nambre del patriarca    | Lugar de nacimiento       | Período   | Posición                           | Notas                                       |
| Orden | Español                       | Árabe                   | Lugar de nacimiento       | Período   | Posición                           | Notas                                       |
| ----- | ----------------------------- | ----------------------- | ------------------------- | --------- | ---------------------------------- | ------------------------------------------- |
| 47    | Semaan el-Hadathi             | سمعان السادس الحدثي     | Hadath El-Jebbe, Besharri | 1492–1524 | Emisario patriarcal (نائب بطريركي) | -                                           |
| 48    | Mousa Saade el-Akari          | موسى سعادة              | Kafroun, Akkar            | 1524–1567 | Obispo de Sayyde y Houqa           | -                                           |
| 49    | Mikhail I el-Rizzi            | ميخائيل الأول الرزي     | Bkoufa, Ehden             | 1567–1581 | Obispo de Mar; Antonio Kozhaya     | -                                           |
| 50    | Sarkis el-Rizzi               | سركيس الرزي             | Bkoufa, Ehden             | 1581–1597 | Emisario patriarcal                | -                                           |
| 51    | Youssef III el-Rizzi          | يوسف الثالث الرزي       | Bkoufa, Ehden             | 1597–1608 | Emisario patriarcal                | -                                           |
| 52    | Youhanna IX Makhlouf          | يوحنا التاسع مخلوف      | Ehden, Zghorta            | 1608–1633 | Emisario patriarcal                | También conocido como Juan IX               |
| 53    | Gewargios I Omaira El Douaihy | جرجس الأول عميرة        | Ehden, Zghorta            | 1633–1644 | Obispo de Ehden                    | -                                           |
| 54    | Youssef IV Halib el-Akouri    | يوسف الرابع حليب        | Aqoura, Jbeil             | 1644–1648 | Obispo de Sidón y Sour             | -                                           |
| 55    | Youhanna X el-Bawwab          | يوحنا العاشر البواب     | Safra, Keserwan           | 1648–1656 | Emisario patriarcal                | También conocido como Juan X                |
| 56    | Gerges II Beseb'ely           | جرجس الثاني البسبعلي    | Sebaal, Zghorta           | 1656–1670 | Emisario patriarcal                | -                                           |
| 57    | Estephanus II El Douaihy      | اسطفانوس الثاني الدويهي | Ehden, Zghorta            | 1670–1704 | Obispo de Chipre                   |                                             |
| 58    | Jibrail II                    | جبرائيل الثاني          | Blouzan, Keserwan         | 1704–1705 | Obispo de Alepo                    | También conocido como Gabriel II de Blaouza |
| 59    | Ya'qub IV Awad                | يعقوب الرابع عوّاد       | Hasroun, Bsharri          | 1705–1733 | Obispo de Trípoli                  | -                                           |
| 60    | Youssef V El Khazen           | يوسف الخامس الخازن      | Jounieh, Keserwan         | 1733–1742 | Obispo de Ghosta                   |                                             |
| 61    | Semaan VII Awad               | سمعان السابع عوّاد       | Hasroun, Bsharri          | 1742–1756 | Obispo de Damasco                  | -                                           |
| 62    | Tobias El Khazen              | طوبيا الخازن            | Beqaata, Keserwan         | 1756–1766 | Obispo de Chipre                   | -                                           |
| 63    | Youssef VI Estephan           | يوسف السادس اسطفان      | Ghosta, Keserwan          | 1766–1793 | Obispo de Beirut                   | -                                           |
| 64    | Mikhail II Fadel              | ميخائيل الثاني فاضل     | Beirut                    | 1793–1795 | Obispo de Beirut                   | -                                           |
| 65    | Philipus Gemayel              | فيليبس الجميّل           | Bikfaya, Metn             | 1795–1796 | Obispo de Chipre                   | -                                           |
| 66    | Youssef VII Tyan              | يوسف السابع تيّان        | Beirut                    | 1796–1809 | Obispo de Damasco; ونائب بطريركي   | -                                           |
| 67    | Youhanna XI Helou             | يوحنا الحادي عشر الحلو  | Ghosta, Keserwan          | 1809–1823 | Obispo de Haifa; ونائب بطريركي     | -                                           |
| 68    | Youssef VIII Hobaish          | يوسف الثامن حبيش        | Sahel Alma, Keserwan      | 1823–1845 | Obispo de Trípoli                  | Patriarcado movido a Bkerké                 |
| 69    | Youssef IX El Khazen          | يوسف التاسع الخازن      | Ajaltoun, Keserwan        | 1845–1854 | Obispo de Trípoli                  | 1845 events                                 |
| 70    | Boulos I Massad               | بولس الأول مسعد         | Ashqout, Keserwan         | 1854–1890 | Emisario patriarcal (نائب بطريركي) | 1860 events                                 |
| 71    | Youhanna XII El Hajj          | يوحنا الثاني عشر الحاج  | Dlebya, Batroun           | 1890–1898 | Obispo de Baalbek                  | -                                           |

### Patriarcas durante el moderno Líbano, 1918–presente
| Orden | Nambre del patriarca             | Nambre del patriarca       | Lugar de nacimiento  | Período       | Posición                      | Notas                      |
| Orden | Español                          | Árabe                      | Lugar de nacimiento  | Período       | Posición                      | Notas                      |
| ----- | -------------------------------- | -------------------------- | -------------------- | ------------- | ----------------------------- | -------------------------- |
| 72    | Elías Peter Hoayek               | الياس بطرس الحويّك          | Halta, Batroun       | 1898–1931     | Obispo de Haifa; نائب بطريركي | Nacimiento del Gran Líbano |
| 73    | Antonio Pedro Arida              | أنطونيوس الثاني بطرس عريضة | Becharri             | 1931–1955     | Obispo de Trípoli             | -                          |
| 74    | Pablo Pedro Meouchi              | بولس الثاني بطرس المعوشي   | Jezzine              | 1955–1975     | Obispo de Sour (Tiro)         |                            |
| 75    | Antonio Pedro Joraish            | أنطونيوس الثالث بطرس خريش  | Ain Ibil, Bint Jbeil | 1975–1985     | نائب بطريركي                  | Renunció                   |
| 76    | Nasrallah Pedro Sfeir de Reyfoun | نصرالله بطرس صفير          | Reifoun, Kesrwan     | 1985–2011     | Obispo de Sarba y Damasco     | Renunció                   |
| 77    | Béchara Boutros Raï              | بشارة بطرس الراعي          | Hemlaya, Metn        | 2011–presente | Obispo de Jbeil               | Patriarca en funciones     |

## Eparquía propia del patriarca
La eparquía de Jebbeh, Sarba y Joünié (Eparchia Ioubbensis, Sarbensis et Iuniensis Maronitarum) es la eparquía propia del patriarca, en la cual ejerce los mismos derechos y obligaciones que los demás obispos diocesanos. No tiene el rango de sede metropolitana, pero el patriarca, sin embargo, ejerce los derechos y obligaciones de metropolitano sobre el territorio propio del patriarcado.
Está formada por dos secciones separadas, divididas cada una en dos vicariatos patriarcales: la sección sur está compuesta por el vicariato de Sarba (en el distrito de Keserwan) y el de Joünié (parte del Gran Beirut); la sección norte está compuesta por el vicariato de Jebbeh (en Hadath El Jebbeh, distrito de Bsharri) y por el de Ehden-Zgharta. 
En 1736 la Iglesia maronita realizó el sínodo del Monte Líbano en el monasterio de Nuestra Señora en Louaizeh, Keserwan -al que asistió como legado papal el sacerdote maronita José Assemani- en el cual bajo la presidencia del patriarca José Dergham El Khazen se decidió siguiendo las decisiones del Concilio de Trento (1545-1563) la creación canónica de 8 diócesis con límites definidos, cada una con un obispo residente y con autoridad: Una de estas diócesis fue la eparquía de Damasco, que pasó a ser la eparquía patriarcal bajo la administración directa del patriarca. Incluía: Keserwan, Biblos, Bisharri, Zgharta, Koura y Deir el Ahmar. Un obispo auxiliar basado en Keserwan asistía a Damasco.
Entre 1819 y 1837 la eparquía de Tiro y Sidón se volvió la eparquía patriarcal. El 25 de mayo de 1837 la archieparquía de Biblos y Batroun fue suprimida e incorporada a la eparquía patriarcal administrada como vicariato patriarcal de Biblos, transformándose en eparquía patriarcal en 1848. El 9 de junio de 1990 Batroun fue separada de Biblos y unida a la eparquía de Jebbeh-Sarba. Fue restablecida como eparquía de Batroun el 5 de junio de 1999.
La eparquía de Sarba fue creada el 12 de diciembre de 1959 con la parte libanesa de la eparquía de Damasco mediante la bula Orientalis Ecclesiae del papa Juan XXIII, y la de Jebbeh fue creada el 2 de mayo de 1986. Fueron fusionadas el 9 de junio de 1990 como Jebbeh-Sarba y unidas a la eparquía patriarcal de Batroun (sin Biblos). Renombrada a Jebbeh, Sarba y Joünié (eparquía patriarcal) el 5 de junio de 1999 cuando fue unida a la suprimida eparquía de Joünié (creada el 4 de agosto de 1977) y perdió un sector con el que se creó la eparquía de Batroun. 
No tiene catedral y en Harissa (cerca de Joünié) se encuentra el santuario de Nuestra Señora del Líbano, en Bkerké la sede invernal del patriarcado y Dimane en el valle de Qadisha del distrito de Bsharri, la sede de verano. Comprende los distritos de Keserwan, Bsharri, Zgharta y parte de Biblos. 
De acuerdo al Anuario Pontificio 2016 tiene 420 594 fieles en 125 parroquias.

## Sínodo patriarcal
El sínodo patriarcal (Synodus Ecclesiae Maronitae) está compuesto por los obispos, incluso los auxiliares, y es encabezado y convocado por el patriarca, quien debe tomar todas las decisiones importantes de acuerdo con él. Se reúne habitualmente una vez al año. Como las demás Iglesias orientales católicas autónomas, el patriarca puede erigir, modificar y suprimir eparquías, y nombrar a sus obispos, de acuerdo con el sínodo patriarcal y luego de consultar a la Santa Sede. Los obispos son designados por el patriarca y el sínodo patriarcal de una lista aprobada por el papa, confeccionada previamente por el sínodo patriarcal. Fuera del territorio propio del patriarcado, el patriarca y el sínodo maronita tienen jurisdicción en materia litúrgica únicamente, correspondiendo al papa la creación de diócesis y el nombramiento de obispos.

## Curia patriarcal
En Bkerké la sede invernal del patriarcado y Dimane la sede de verano se halla la curia del patriarcado católico maronita, que comprende el sínodo permanente, los obispos de sedes titulares o eméritos asignados a la curia (hasta 3), el tribunal ordinario de la Iglesia patriarcal, el oficial de finanzas, el canciller patriarcal, la comisión litúrgica y otras comisiones. Los miembros de la curia son nombrados por el patriarca, a excepción del sínodo permanente presidido por el patriarca y con 4 obispos, uno elegido por el patriarca y 3 designados por quinquenio por el sínodo patriarcal. Se reúne normalmente 12 veces al año y acompaña al patriarca en decisiones menores.

## Exarcados patriarcales
Dentro del territorio propio del patriarcado el patriarca puede crear, modificar o suprimir exarcados patriarcales y nombrar o remover a los exarcas, con el consentimiento del sínodo permanente. Estos exarcados son territorios que por especiales circunstancias no han sido erigidos en eparquías y los exarcas pueden regirlos a nombre del patriarca o por sí mismos.
El exarcado patriarcal maronita de Jerusalén y Palestina (en Jerusalén Oriental y los Territorios Palestinos). Fue creado el 5 de octubre de 1996. Sede en la parroquia de San Marón en Jerusalén Oriental. Es administrado por el archieparca de Haifa y Tierra Santa. Cuenta con 3 parroquias.
El exarcado patriarcal maronita de Jordania (en Jordania). Fue creado el 5 de octubre de 1996. Es administrado por el archieparca de Haifa y Tierra Santa. Cuenta con la parroquia de San Chárbel en Amán.